# Maffei 2
Pour les articles homonymes, voir Maffei.
Maffei 2 est une galaxie située dans la constellation de Cassiopée et physiquement proche du Groupe local, celui qui comprend la Voie lactée. Elle fait partie du groupe IC342/Maffei, un groupe de galaxies présentant des similitudes avec le Groupe local, étant comme ce dernier subdivisé en deux sous-structures chacune centrée sur une galaxie dominante. Maffei 2 est nommée en l'honneur de son découvreur, l'astronome italien Paolo Maffei, également découvreur de Maffei 1, une galaxie voisine quoique plus petite que Maffei 2.
Maffei 2 est le représentant le plus lumineux d'un de ces deux sous-groupes, appelé sous-groupe de Maffei. Bien que comparable à la Galaxie d'Andromède et située à une distance plus grande mais comparable, Maffei 2 est extrêmement difficile à observer : située presque exactement dans le plan galactique (latitude galactique de -0,3°), elle est soumise à une extinction considérable, lui conférant une magnitude apparente très élevée, de l'ordre de 16, ce qui explique sa découverte tardive (1968) pour une galaxie de cette taille et de cette distance.

## Note
1. ↑  (en) Paolo Maffei, Infrared Object in the Region of IC 1895, Publications of the Astronomical Society of the Pacific, 80, 618-621 (1968) Voir en ligne.